# Étienne Baluze
Étienne Baluze, talvolta anche Stefano Baluzio (Tulle, 24 novembre 1630 – Parigi, 28 luglio 1718), è stato uno storico, chierico, canonista e bibliotecario francese.

## Biografia
Fu educato nella sua città natale presso il locale collegio di gesuiti e, ricevuti gli ordini minori, nel 1656 venne scelto come suo segretario personale dall'arcivescovo di Tolosa, Pierre de Marca (poi arcivescovo di Parigi): fu bibliotecario di Jean-Baptiste Colbert dal 1667 e professore di diritto canonico al Collegio Reale di Parigi, oggi il Collège de France  (31 dicembre 1689), del quale divenne direttore nel 1707.
Essendosi legato al cardinale de Bouillon, ne condivise la cattiva sorte quando, dopo aver scritto la Histoire généalogique de la Maison d'Auvergne (1708), ovvero della famiglia d'origine del suo patrono, fu accusato di aver inserito dei documenti falsi, e venne per questo esiliato in provincia: venne richiamato nella capitale nel 1713 ma venne privato di tutti i benefici.

## Opere
Pubblicò importanti antologie di documenti (Conciliorum nova collectio, 1683; Capitularia regum Francorum, 1677; Miscellanea 1678) e notevoli opere storiche (Historia Tutelensis, 1716; Vitae Paparum Avenionensium, 1693; Histoire genealogique de la maison d'Auvergne, 1708).

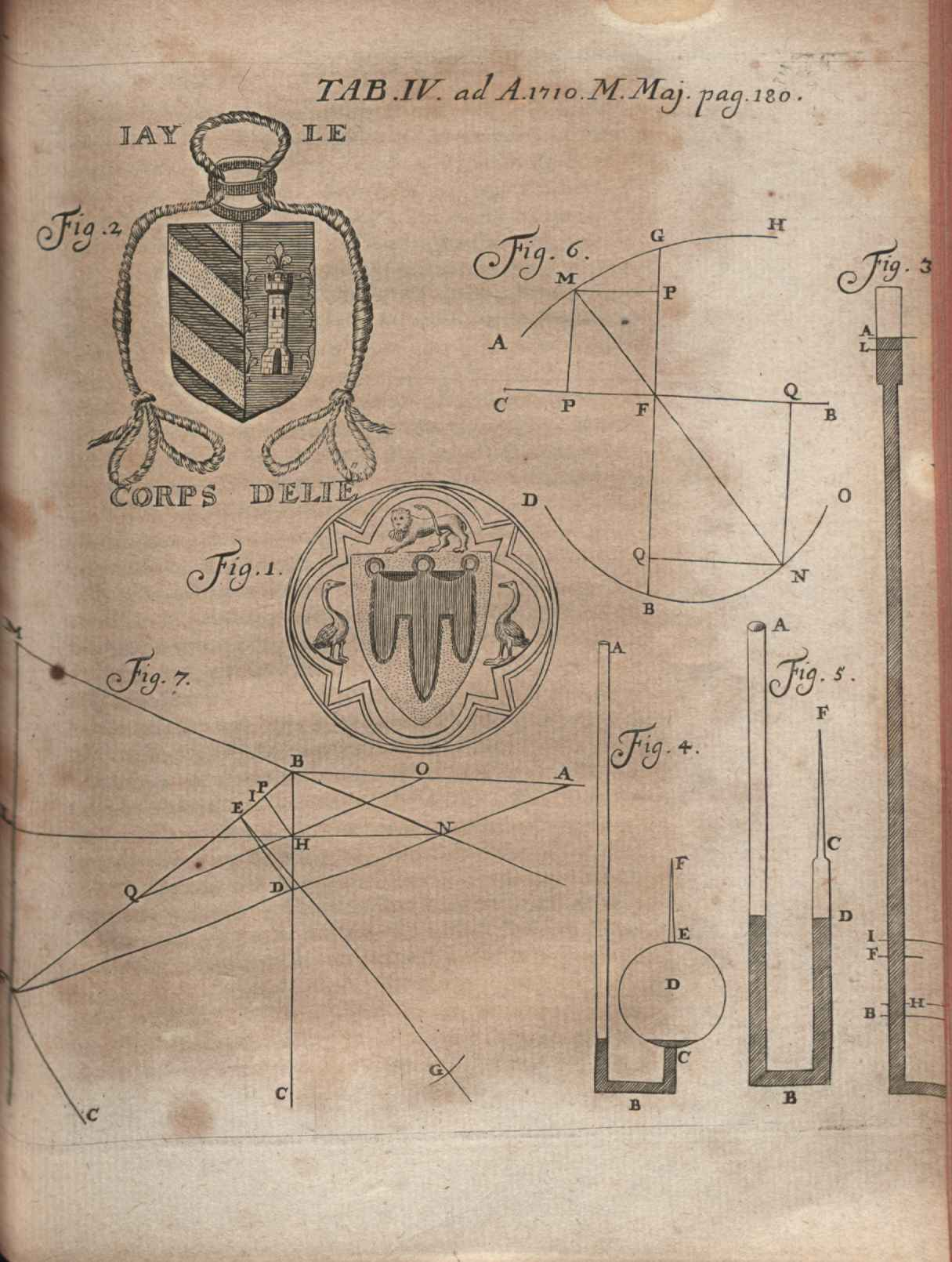
Fig. 1 e 2: Illustrazioni alla recensione de Histoire genealogique de la maison d'Auvergne pubblicata sugli Acta Eruditorum del 1710